# Sankt Gotthard im Mühlkreis
Sankt Gotthard im Mühlkreis är en ort och  kommun i Österrike. Den ligger i distriktet Urfahr-Umgebung i förbundslandet Oberösterreich,  170 kilometer väster om huvudstaden Wien. 
Kommunen består av åtta orter (Ortschaften) (inom parentes invånarantal 1 januari 2024):

- Eschelberg (214)
- Grasbach (83)
- Haselwies (82)
- Maierleiten (53)
- Mühlholz (12)
- Oberstraß (137)
- Rottenegg (440)
- St. Gotthard im Mühlkreis (304)